# فلسطينيو كولومبيا
فلسطينيو كولومبيا (بالإسبانية: Palestino-colombiano)‏ هم كولومبيون من أصول فلسطينية، والذين ولدوا في كولومبيا أو هاجروا إليها. وهم جزء من عرقية العرب المغتربون في كولومبيا.

## التاريخ
في مراحل تاريخية مختلفة، شهدت العديد من دول أمريكا اللاتينية موجات هجرة من العرب من بلاد الشام إليها، الذين دفعتهم الأوضاع السائدة في بلادهم إبان الإمبراطورية العثمانية لمغادرتها. عندما وصولوا إلى كولومبيا، عرفوا باسم الأتراك لأنهم كانوا جميعاً يعتبرون من سكان الإمبراطورية العثمانية.